# نقطه تماس بین‌المللی
نقطه تماس بین‌المللی (معادل فارسی عبارت انگلیسی Access Service Provider یا ASP) اصطلاحی است که برای توصیف نوع خاصی از ارائه‌کننده خدمات اینترنتی به کار می‌رود که رابط بین رساننده‌های خدمات اینترنتی به عموم و شبکه جهانی اینترنت است.
در ایران مطابق آیین‌نامه نحوه اخذ و ضوابط فنی نقطه تماس بین‌المللی حق ایجاد نقطه تماس بین‌المللی در انحصار دولت است.